# رایان وایت
رایان وین وایت (انگلیسی: Ryan Wayne White؛ زاده ۶ دسامبر ۱۹۷۱ – درگذشته ۸ آوریل ۱۹۹۰) یک نوجوان اهل ایالات متحده آمریکا بود که بعد از اخراج شدن از مدرسه به خاطر آلودگی به بیماری ایدز مورد توجه مردم آمریکا قرار گرفت.
او که یک بیمار مبتلا به هموفیلی بود از دریافت خون آلوده که به خاطر معالجه به او تزریق می‌کردند آلوده شد و وقتی در ماه دسامبر سال ۱۹۸۴ تشخیص دادند که او مبتلا به ایدز است به او گفته شد که فقط شش ماه می‌تواند زندگی کند. با وجود اینکه پزشکان می‌گفتند که رفتن رایان به مدرسه برای سایر دانش آموزان هیچ خطری ایجاد نمی‌کند اما به دلیل درک پایین مردم از بیماری ایدز در آن زمان، موضوع رفتن وی به مدرسه موجب جنجال شد. زمانی که وایت می‌خواست به مدرسه برگردد تعدادی از والدین و معلم‌ها در شهر کوکومو به حضور او در مدرسه اعتراض کردند و این منجر به یک مشاجرهٔ حقوقی طولانی با سیستم آموزش و پرورش شد. رسانه‌ها وایت را به خاطر این که او به یک شهرت ملی دست یافته بود و همچنین تریبونی برای بررسی و تعلیمات ایدز شده بود تحسین می‌کردند. او به‌طور مکرر در رسانه‌ها با مشاهیری همانند مایکل جکسون، التون جان و فیل دوناهو ظاهر می‌شد.
وایت در ۸ آوریل ۱۹۹۰ در حالی که فقط یک ماه تا جشن فارغ‌التحصیلی‌اش مانده بود، درگذشت. پزشکان وی از این بابت که وایت ۵ سال بیشتر از آنچه که پیش‌بینی شده بود زندگی کرد متعجب بودند.
قبل از این که وایت به ایدز مبتلا شود، شایع بود که این بیماری تنها در بین مردان همجنس‌گرا وجود داشت زیرا برای اولین بار در آن‌ها تشخیص داده شد. این طرز تفکر در زمان وایت تغییر یافت و سایر افراد برجسته‌ای که به این بیماری آلوده بودند همانند مجیک جانسون، ری برادرز و کیمبرلی برگالیس در رسانه‌ها به خاطر حمایت بیشتر از بررسی ایدز و تعلیمات عمومی و برای سخنرانی کردن در مورد این بیماری ظاهر شدند. پس از مرگ رایان وایت، کنگره ایالات متحده آمریکا یک لایحه بزرگ از قوانین ایدز با عنوان فعالیت مراقبتی رایان وایت را تصویب کردند. این قانون دو بار دیگر؛ یکبار در سال ۲۰۰۶ و مجدداً در سال ۲۰۰۹ توسط رئیس‌جمهور ایالات متحده آمریکا به اجرا گذاشته شد. قانون رایان وایت، بزرگ‌ترین فراهم‌کنندهٔ خدمات برای افراد مبتلا به ویروس ایدز در ایالات متحده آمریکا است.

## اوایل زندگی و بیماری
رایان وایت در بیمارستان جوزف مموریال در شهر کوکوموی در ایالت ایندیانا از جین الاین هال (مادر) و هابرت و این وایت (پدر) به دنیا آمد. هنگامی که ۶ ساله بود پزشکان تشخیص دادند که مبتلا به بیماری هموفیلی شدید است. نوعی اختلال انعقاد خونی ارثی که به کروموزوم ایکس ربط دارد. در این بیماری حتی یک جراحت خفیف منجر به خون‌ریزی شدید می‌شود. وایت برای معالجه، فراورده‌های خونی فاکتور ۸ را دریافت می‌کرد. فاکتور ۸ یک فراورده خونی است که از ذخیرهٔ پلاسمای بیماران غیر هموفیلی ایجاد می‌شود، که در آن زمان درمان رایج بیماران مبتلا به هموفیلی بود.
مبتلا بودن وایت به ویروس ایدز زمانی مشخص شد که در ماه دسامبر ۱۹۸۴ به سینه‌پهلو مبتلا شد. پزشکان او در ۱۷ دسامبر ۱۹۸۴ در طی مراحل نمونه‌گیری از ریه‌اش متوجه این موضوع شدند. در آن زمان کمیتهٔ دانشمندان در مورد ایدز اطلاعات کمی داشتند. دانشمندان فقط به یک نکته پی برده بودند که ویروس اچ‌آی‌وی عامل ایدز است.
وایت فراوردهٔ خونی آلوده یعنی فاکتور هشتی که به ویروس اچ‌آی‌وی آلوده بود را دریافت کرده بود، زیرا اچ‌آی‌وی اخیراً فقط مانند ویروس ایدز شناخته شده بود. مقادیر زیادی فاکتور ۸ که برای عرضه شدن جمع می‌شد آلوده شده بود، زیرا در آن زمان پزشکان قادر نبودند عامل این بیماری را در خون با آزمایش‌های تشخیصی شناسایی کنند، همچنین اهداکنندگان نمی‌دانستند که آلوده‌اند. در این بین تقریباً ۹۰ درصد افراد مبتلا به بیماری هموفیلی که فاکتورهای انعقاد خون بین سال‌های ۱۹۷۹–۱۹۸۴ دریافت کرده بودند، به ویروس اچ آی وی آلوده شدند.
در زمان تشخیص بیماری تعداد سلول T او به ۲۵ افت کرده بود (در بدن اشخاص بدون ویروس اچ آی وی تعداد این سلول حدود ۱۲۰۰ است) دکترها پیش‌بینی کردند که وایت فقط ۶ ماه می‌تواند زندگی کند. بعد از تشخیص بیماری، وایت به شدت مریض بود و نمی‌توانست به مدرسه برگردد. اما در اوایل سال ۱۹۸۵ روند بهبودی‌اش شروع شد. مادرش می‌خواست او به مدرسه بر گردد، اما رسماً گفته شد که وی نمی‌تواند به مدرسه بیاید. در ۳۰ ژوئن سال ۱۹۸۵ در خواست رسمی برای اجازهٔ ورود رایان به مدرسه، توسط مدیر انجمن مدرسهٔ وسترن جیمز اسمیت رد شد، که این امر منجر به مشاجرهٔ حقوقی‌ای شد که حدود ۸ ماه به طول انجامید.

## مشاجرهٔ حقوقی با مدرسه
بعد از علنی شدن تشخیص بیماری رایان دبیرستان وسترن راس ول از طرف تعداد زیادیی از والدین با فشار روبرو شد تا از ورود او به حیاط مدرسه جلوگیری کند. ۱۱۷ نفر از والدین (یک مدرسه با ۳۶۰ نفر دانش آموز) و ۵۰ معلم دادخواستی را برای ترغیب رؤسای مدرسه امضاء کردند تا وایت را از مدرسه اخراج کنند. با توجه به وحشت و ناآگاهی گسترده نسبت به بیماری ایدز، هیئت مدیرهٔ مدرسه در برابر فشارها تسلیم شدند و وایت را خراج کردند. خانوادهٔ وایت شکایتی را به دادگاه منطقه در ایندیانا پلیس ارائه کردند. با وجود این دادگاه از شنیدن این مسئله تا اعلام نتیجه استیناف اداره مورد نظر امتناع کرد.
در ۲۵ نوامبر ادارهٔ هیئت رئیسهٔ آموزش ایندیانا اعلام کرد که مدرسه باید از دستور العمل‌های هیئت سلامت ایندیانا پیروی کند و به وایت اجازه دهد تا در مدرسه حضور یابد. در دهه ۱۹۸۰ راه‌هایی انتقال که ایدز به‌طور کامل شناخته شده نبود. دانشمندان گمان می‌کردند که بیماری از طریق خون منتقل می‌شود و از هیچ نوع ارتباط عادی مثلاً دست دادن سرایت نمی‌کند. اما اندکی بعد در سال ۱۹۸۳ انجمن پزشکی آمریکا به این نتیجه رسید که شواهد نشان می‌دهد تماس‌های خانوادگی ممکن است ایدز را منتقل کند، و معتقد بودند که عامل بیماری می‌تواند به راحتی منتشر شود. در آن زمان کودکان مبتلا به ایدز نادر بودند، به‌طوری‌که هنگام طرد شدن وایت از مدرسه، مراکز کنترل بیماریدر ایالات متحده فقط ۱۴۸ مورد کودک مبتلا به ایدز را شناسایی کرده بودند. بسیاری از خانوادها در کوکومو معتقد بودند که حضور او در مدرسه خطر غیرقابل قبولی را به وجود می‌آورد. در ۱ فوریهٔ سال ۱۹۸۶ وقتی به وایت اجازه داده شد که برای یک روز درمدرسه حاضر باشد ۱۵۱ دانش آموز از ۳۶۰ دانش آموز در خانه ماندند. همچنین او به عنوان روزنامه‌رسان کار می‌کرد، و مردم زیادی از مسیر او اشتراکشان را به این دلیل که فکر می‌کردند اچ‌آی‌وی از طریق روزنامه‌های منتقل می‌شود، لغو کردند.
عضو هیئت بهداشت و درمان ایالت ایندیانا دکتر وودرو مایرز که تجربهٔ گسترده‌ای در درمان بیماران مبتلا به ایدز در سانفرانسیسکو داشت، و مراکز کنترل بیماری هر دو اعلام کردند که وضعیت وایت هیچ مخاطره‌ای برای دیگر دانش‌آموزان ندارد، اما هیئت رئیسه و بسیاری از والدین اظهارات آن‌ها را نادیده گرفتند. در ماه فوریهٔ سال ۱۹۸۶ روزنامهٔ پزشکی نیو انگلند نتایج مطالعه‌ای بر روی ۱۰۱ نفر که ۳ ماه را با افراد مبتلا به ایدز اما بدون رابطهٔ جنسی زندگی گذرانده بودند منتشر کرد. این بررسی پایان داد به اینکه خطر ابتلا به بیماری ایدز در تماس‌های خارجی حداقل است حتی موقعی که این تماس قسمت مسواک زدن، تیغ‌ها، لباس، شانه‌ها، نوشیدن از لیوان مشترک، خواب در یک تخت یکسان، آغوش گرفتن و بوسیدن را شامل شود.
سر انجام وقتی وایت در ماه آوریل دوباره در مدرسه پذیرفته شد، گروهی از خانوادها فرزندانشان را از مدرسه خارج کردند و یک نوبت مدرسهٔ دیگر راه انداختند. تهدید به خشونت و دادخواهی‌ها ادامه داشت. به گفتهٔ مادر وایت، مردم در خیابان خطاب به رابان فریاد می‌زدند، «ما می‌دانیم تو همجنس بازی». سردبیران و ناشران کوکومو تریبون، که به دو صورت سرمقاله و کمک‌های مالی از وایت حمایت می‌کردند، نیز به دلیل رفتار اقداماتشان توسط افراد جامعه به تمسخر گرفته یا حتی تهدید به مرگ می‌شدند.
وایت در دبیرستان وسترن برای ورود به پایهٔ هشتم در سال تحصیلی ۸۷–۱۹۸۶ حضور یافت، اما عمیقاً ناخرسند بود و دوستان کمی داشت. مدرسه‌ای او را مستلزم کرده بود تا در ظروف یک بار مصرف غذا بخورد، از سرویس بهداشتی جداگانه استفاده کند، و از ثبت نام در کلاس‌های ورزشی منع شده بود. تهدیدها ادامه داشتو و زمانی که گلوله‌ای از وسط پنجرهٔ اتاق نشیمن شلیک شد خانوادهٔ وایت تصمیم گرفتند تا کوکومو را ترک کنند. بعد از تمام شدن سال تحصیلی خانواده‌اش به سیسرهٔ ایندیانا نقل مکان کردند جایی که وایت در دبیرستان هامیلتون هایتز ثبت نام کرد. در ۳۱ اوت ۱۹۸۷ مدیر در یک خوشامدگویی «پر اضطرای» مدرسه تونی کوک، سرپرست مدرسه باب جی کارنال و تنی چند از دانش آموزانی که در مورد ایدز آموزش دیده بودند بدون دلهره با وایت دست دادند و از اون استقبال کردند.

## سخنگوی ملی
انتشار محاکمهٔ وایت در حین رشد موج گزارش از بیماری ایدز، او را به کانون توجه در اخبار رسانه‌ها تبدیل کرده بود. در بین سال‌های ۱۹۵۸–۱۹۸۷ شمار شرح خبرها در مورد ایدز در رسانه‌های ایالات متحده آمریکا دو برابر شد. زمانی که وایت را از دبیرستان مجزا کردند به‌طور مکرر در تلویزیون ملی ظاهر می‌شد و با روزنامه‌ها در مورد رنج‌های ناشی از بیماری ایدز بحث می‌کرد. سرانجام او به عنوان یک پسر تبلیغ‌کننده بحران‌های بیماری ایدز شناخته شد. در جمع‌آوری اعانه و اقدامات به خاطر بیماری ایدز ظاهر می‌شد. وایت در همایش‌های متعدد به نفع کودکان ایدزی شرکت می‌کرد.
از ابتدا تعدادی از افراد مشهور با وایت در طی محاکمه‌اش ظاهر می‌شدند تا به‌طور آشکارا به افراد ایدزی کمک کنند. خواننده جان کاگر ملنکمپ، التون جان و مایکل جکسون، بازیگر مرد مت فریور، دایور گرگ لوآنیس، رئیس‌جمهور، و خانمش، جراح عمومی سی. اورت کوپ، مربی دانشگاه بسکتبال ایندیانا بابی نایت، بازیکن بسکتبال کریم عبدالجبار همه با وایت دوست شدند او همچنین با تعدادی از بجه‌های ایدزی و با دیگر افراد با شرایط ضعف جسمی دوست بود. وایت بقیهٔ زندگیش را در ظاهر شدن در نمایش مذاکرهٔ فیل دوناهو ظاهر می‌شد. التون جان به خانوادهٔ وایت کمک کرد تا یک خانه در سیسره بخرند. وایت همچنین در دورهٔ دبیرستان یک (اتومبیل کروکی قرمز) ماستنگ می‌راند که از مایکل جکسون هدیه گرفته بود. علی‌رغم شهرت و بخشش‌هایش وایت بیان می‌کرد که او از مرکز توجه قرارگرفتن متنفر است و همچنین از اظهاراتی که آشکارا مادرش را به خاطر به بار آوردن بیماریش سرزنش می‌کرد و تأکید می‌کرد که او هیچ وقت خواستار آن نخواهد شد که به خاطر رهایی از بیماری نامش را عوض کند. در سال ۱۹۸۸ وایت بیشتر با رئیس کمیسیون ایدز ایالات متحده آمریکا صحبت کرد. وایت به کمیتهٔ تشخیص بیماری ایدز گفت که موقعی که او می‌خواست به مدرسه برگردد به خاطر تعلیمات کمی که از بیماری داده شده بود او مجبور شد که به شهر سیسره برود. وایت به تجربه‌های مختلفش در کوکومو و سیسره به عنوان مثال بارز و با اهمیت در مورد تعلیمات بیماری ایدز تأکید می‌کرد. در سال ۱۹۸۹ گروه نمایش ای بی سی یک فیلم تلویزیونی با عنوان داستان رایان وایت ساختند که در آن ستارگانی همچون لوکاس هاس در نقش رایان، جودیت لایت در نقش جین و نیکی کوکس در نقش خواهرش آندری درخشیدند.
وایت در یک سکانس فیلم حضور داشت تا به هاس در بازی کردن نقش یک پسر که از بیماری ایدز رنج می‌برد کمک کند. بعد از نمایش فیلم ساکنین کوکومو معتقد بودند که فیلم در کل، جنبه‌های ی منفی شهر را به طرز ناعادلانه‌ای توصیف می‌کند. بعد از نمایش فیلم، دفتر شهردار کوکومو رابرت اف. سرجنت با سیل شکایت‌ها از سراسر کشور روبرو شده بود. با این حال سرجنت، پاسخ گوی مباحثهٔ بی منطق آنان نشد. در اوایل سال ۱۹۹۰، وضیعت رایان به سرعت بدتر شد. در آخرین حضور عمویش او یک مهمانی بعد از مراسم اسکار به همراه رونالد رئیس‌جمهور وقت و خانم وی درکالیفرنیا داد. اگر چه وضعیت جسمیش بدتر می‌شد وایت با رئیس‌جمهور وقت در مورد حضور در جشن فارغ‌التحصیلی اش و برای امید وار بودن به حضور در کالج صحبت کرد.

## مرگ
در ۲۹ مارس سال ۱۹۹۰ چند ماه پیش از فارغ‌التحصیلی، وایت را به بیمارستان رایلی مخصوص بچه‌های مبتلا به عفونت دستگاه تنفسی وارد کردند. همان‌طور که شرایطش بدتر می‌شد تنفس مصنوعی داده بودند تا آرام شود. او با التون جان ملاقات کرد و بیمارستان با سیل تماس‌هایی از اشخاص خیر خواه روبرو شد. وایت در روز یکشنبه ۸ آوریل سال ۱۹۹۰ در گذشت. در ۱۱ آوریل بیش از ۱۵۰۰ افراد درتشییع جنازهٔ وایت در یک مکان، واقع در دومین کلیسایی که توسط مشایخ در خیابان مریدیان در ایندیاناپولیس اداره می‌شد حضور پیدا کردند. حاملان تابوت وایت شامل التون جان، ستارهٔ فوتبال لاوی لانگ و فیل دوناهو بودند. التون جان و به همراه او گروه کر دبیرستان هامیلتون با او آهنگ کبوتر خط افق را در تشییع جنازهٔ وایت اجرا کردند. همچنین مایکل جکسون و باربارا بوش، بانوی اول ایالات متحده آمریکا نیز در این مراسم شرکت کردند.
وایت در سیسره نزدیک خانهٔ مادرش دفن شد. همان‌طور که زمان می‌گذشت، قبر رایان برای دوستدارانش مانند یک آرامگاه شد. میراث وایت یکی از معدود افراد خیلی مشهور مبتلا به بیماری ایدز در سال ۱۹۸۰ و اوایل سال ۱۹۹۰ بود که به عوض شدن برداشت مردم از ایدز کمک کرد. وایت همراه با هنرپیشهٔ مرد راک هادسون یکی از نخستین افرادی بود که با ایدز روبرو شد.

## میراث
همراه با آن دیگر افراد مشهور بودند که به ویروس اچ آی وی یا همان بیماری ایدز مبتلا بودند مانند ری برادرز، مجیک جانسون، کیمبرلی برگالیس و فردی مرکوری. وایت به افزایش آگاهی افراد از اینکه بیماری ایدز به‌طور چشم گیر یک بیماری همه گیر است کمک‌های شایانی کرد. مؤسسه‌های خیریهٔ متعددی در زمان مرگ وایت شکل گرفت. دانشگاه رقص ماراتن ایندیانا در سال ۱۹۹۱ شروع به جمع‌آوری پول از طرف بیمارستان رایلی به خاطر بچهٔ‌های ایدزی کردند در بین سال‌های ۱۹۹۱ و ۲۰۰۸ این رویداد کمک کرد که بیش از ۵ میلیون دلار برای بچه‌های ایدزی در بیمارستان رایلی جمع شود. همچنین با پول جمع شده یک کلینیک بیماری عفونی در بیمارستان برای مراقبت از بچه‌های مریض تأسیس کردند. در یک مصاحبه در سال ۱۹۹۳ عضو فعال بیماری ایدز لاری کرامر گفت " من فکر می‌کنم رایان وایت کوچک عواقب بد این بیماری را تحمل می‌کرد تا هیچ‌کس ترک کردن او را از محل زندگیش نخواهد و او در کنار مادرش جین وایت باشد. در سال ۱۹۹۲ مادر وایت، سازمان غیرانتفاعی ملی رایان وایت را تأسیس کرد. سازمان تلاش می‌کرد توجه مردم را به مشکلات ناشی از ایدز معطوف کند. سازمان در سال ۱۹۹۰ فعال بود تا اینکه کمک‌ها به ۳۰۰۰۰۰ دلار در سال ۱۹۹۷ رسید. با وجود این در سال‌های ۱۹۹۷ و ۲۰۰۰ کمک‌ها به بیماران ایدزی در سرتاسر کشور حدود ۲۰ در صد کاهش یافت و سازمان رایان وایت متوجه شد که تراز کمک‌ها به ۱۰۰٬۰۰۰ دلار کاهش یافته‌است. در سال ۲۰۰۰ مادر وایت به سازمان ملحق شد تا بقیهٔ دارایی آن را برای یک مؤسسهٔ خیریهٔ بزرگتر برای کمک به بیماران ایدزی وقف کند.
او یک زن سخنگو برای فعالیت‌های مربوط به بیماری ایدز شد و شرح رویدادها را به سایتی که برای پسرش اختصاص داده بود (ryanwhite.com) می‌گذاشت.

### رایان وایت و آگاهی مردم از ایدز

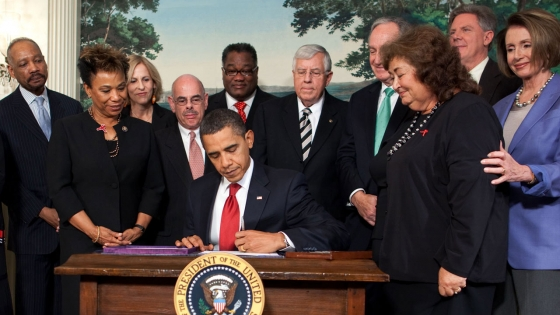
باراک اوباما رئیس‌جمهور پیشین ایالات متحده آمریکا در حال امضای قانون مراقبت رایان وایت در سال ۲۰۰۹.

در اوایل سال ۱۹۸۰ ایدز به عنوان یک بیماری کاهش ایمنی مرتبط با همجنس‌گرایی شناخته شده بود، زیرا این بیماری برای اولین بار در جوامع همجنس گرایان نیویورک سیتی و سانفرانسیسکو شناسایی شده بود. در شروع همه‌گیری ایدز در ایالت متحده گمان می‌شد بیماری یک «مشکل هم جنسبازی» است و تا حد زیادی از سوی سیاست گذاران نادیده گرفته شد. عیب‌شناسی بیماری وایت به بسیاری ثابت کرد که ایدز منحصر به همجنسگرایان، اقلیت‌ها ومردم فقیر نیست. وایت در حمایت‌های برای تحقیقات ایدز، همیشه هر گونه انتقاد از هم جنسبازی را رد می‌کرد، هرچند خودش هم جنسباز نبود.
از سوی برخی به وایت به عنوان «قربانی بی‌گناه» نگاه می‌شد. وایت و خانواده‌اش به شدت صفت «قربانی بی گناه» را رد می‌کردند زیرا این عبارت غالباً به این دلیل استفاده می‌شد تا همجنسگرایان را «گناه‌کار» جلوه دهد. مادر وایت به نیویورک تایمز گفت: رایان همیشه می‌گفت: من هم مثل دیگر مبتلایان به ایدز هستم، مهم نیست که چطور به آن مبتلا شده‌ام. او هرگز مایل نبود که طولانی‌تر از افرادی که از طریق هم جنس گرایی آلوده به بیماری شده بودند زندگی کند. مردم نیویورک قبل از اینکه ما در ایندیانا شناخته شویم، مطمئن می‌شدند که ما از جدیدترین روش‌های درمانی باخبر شویم.